# Mascotte
Mascotte es una ciudad ubicada en el condado de Lake en el estado estadounidense de Florida. En el Censo de 2010 tenía una población de 5.101 habitantes y una densidad poblacional de 116,75 personas por km².

## Geografía
Mascotte se encuentra ubicada en las coordenadas 28°37′5″N 81°54′6″O / 28.61806, -81.90167. Según la Oficina del Censo de los Estados Unidos, Mascotte tiene una superficie total de 43.69 km², de la cual 29.46 km² corresponden a tierra firme y (32.57%) 14.23 km² es agua.

## Demografía
Según el censo de 2010, había 5.101 personas residiendo en Mascotte. La densidad de población era de 116,75 hab./km². De los 5.101 habitantes, Mascotte estaba compuesto por el 60.4% blancos, el 11.78% eran afroamericanos, el 0.88% eran amerindios, el 1.45% eran asiáticos, el 0.1% eran isleños del Pacífico, el 21.64% eran de otras razas y el 3.74% pertenecían a dos o más razas. Del total de la población el 47.27% eran hispanos o latinos de cualquier raza.